# Exposímetro
O exposímetro (em inglês, light meter ou exposure meter) é um fotômetro para uso em fotografia e em cinema que indica o valor de exposição (EV) adequado para uma dada sensibilidade de filme medindo a luz do ambiente que envolve os objetos a fotografar (método da luz incidente ou luz ambiente), ou a luz refletida pelos objetos a fotografar (método da luz refletida).

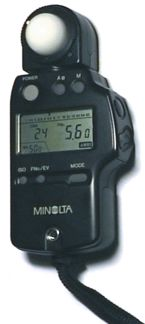
Exposímetro Minolta com domo para medida de luz ambiente.

No sistema de medição da luz ambiente o exposímetro usa um domo que capta a luz proveniente de todas as direções e corrige o nível de luz para usar a mesma escala utilizada no sistema de medição de luz refletida. Já no sistema de medição de luz refletida, o fotodetector é atingido diretamente pela luz, mas pode receber acessórios para medição de luz em ângulo mais aberto que o normal (wide) ou mais fechado (spot).
Os exposímetros de melhor qualidade costumam ser sensíveis a níveis de iluminação muito amplos, que vão desde situações onde a iluminação é extremamente fraca, como no caso da luz das estrelas, até situações onde a iluminação é muito forte, como cenas iluminadas por luz solar zenital. Os fotômetros mais modernos são flash meters, capazes de medir o fluxo luminoso de flashes de luz de alta intensidade e com duração de milésimos de segundo.

## Elementos fotodetectores
- de selênio (Se): incorporavam exposímetros mais antigos; se constituía de uma célula foto-elétrica; não necessitavam de baterias; eram pouco sensíveis e grandes, porém sua resposta espectral era muito próxima à dos filmes;
- de sulfeto de cádmio (CdS): são células fotorresistentes; requerem bateria, são pequenos e muito mais sensíveis que os fotodetectores de selênio, têm a desvantagem de operar em banda de iluminação estreita.
- de silício (Si): são os mais modernos, requerem bateria, têm resposta rápida, equipam flash meters e câmeras de alta qualidade.

Muitos exposímetros modernos costumam usar dois fotodetectores, um de CdS e outro de Si.

## Métodos de medição
Dois métodos de medição com exposímetro são bastante conhecidos: o de luz refletida e o de luz incidente.
Os exposímetros manuais modernos e de alta qualidade se prestam à medição por ambos os métodos usando a mesma escala de valores de exposição EV.
- Para medida de luz incidente, se adapta um domo semi-esférico opalino à frente do fotodetector que passa a captar luz proveniente de um ângulo sólido de 180º. Em fotos de natureza, isto inclui a luz do sol e do céu; em fotos de estúdio, a luz de lâmpadas fotográficas e refletores; em fotos com o emprego de flashes, a luz do flash e de rebatedores ou das paredes. A dinâmica de cena leva os cineastas a apontar o domo para a fonte de iluminação; já os fotógrafos costumam posicionar o fotômetro no cenário e apontar o domo na direção da câmera, tirando a atenção da fonte de iluminação.
- O método da luz refletida é o método usado por todas as câmeras com exposímetro incorporado. Os exposímetros de luz refletida são calibrados para indicar o valor de exposição mais adequado em função da luz refletida por uma superfície que reflete 18% da luz incidente.[1]
- O exposímetro se presta à medição pelo método de zonas em que se efetua medição de zonas claras e zonas escuras com vistas à preservar o máximo de detalhes claros ou escuros.

Câmeras digitais de boa qualidade costumam ser dotadas de exposímetros multi-segmentados que dispensam o cartão cinza para obter o valor médio usando em seu lugar o valor médio obtido pela medida dos diversos segmentos (modo average). Muitas câmeras digitais possibilitam a escolha de outros modos de medição como o modo ponderado (evaluative), o modo puntual (spot), o modo parcial (partial) e outros, diferentemente das câmeras analógicas que só se guiavam por um ou dois modos de medição.

## Aplicações
- Fotografia e cinema: os exposímetros são usados para obter um valor de exposição ideal de modo não influenciado pela forma dos objetos, nem pela sua cor e nem pelo seu tamanho, nem pelo reflexo de superfícies metálicas ou pela presença de fontes primárias de luz.
- Design de iluminação: o exposímetro se presta à medição do nível de iluminação para fins de decoração de vitrines e ambientes com equilíbrio entre a iluminação externa e interna. Para isso, os exposímetros costumam fornecer tabelas de conversão entre valores de exposição EV e iluminamento em lux.
- Design de iluminação de palco.
- Luminotécnica: um exposímetro fornece indicação segura sobre a iluminação ambiente para maior economia de energia luminosa.
- Jardinagem: para manutenção de nível de iluminamento ideal para o crescimento de plantas.

## Calibragem do exposímetro
Um exposímetro calibrado para luz refletida faz com que um objeto medido com o exposímetro, seja ele claro ou escuro, seja reproduzido com tom cinza médio, um tom com 50% de reflectância, no entanto há controvérsias.
Há quem considere 13% de reflectância um valor mais apropriado para calibragem de câmeras para fotografia de paisagens e retratos em ambiente natural porque o padrão de 18% não leva em consideração as inevitáveis sombras ao ar livre, além disso as superfícies reais tendem a ser curvas, o que aumenta o contraste de forma dos objetos e vem a contribuir para declinar o exposímetro.
O fato de existir cartões cinza 13% no comércio, não significa que os equipamentos fotográfico são calibrados em função dos 13%, ao contrário: servem como padrão para tomadas fotográficas sob luz natural.
Há também quem afirme que há exposímetros profissionais calibrados para 13%, o que dispensa o uso de cartão 13% e, ao contrário, obriga o uso de cartão cinza tradicional de 18%.
Não cabe ao fotógrafo calibrar o exposímetro. A ele é dado verificar a carga da bateria, avaliar a possível necessidade de compensação dos valores de exposição e usar os padrões de cinza adequados ao seu métier.